# Battle Creek
För andra betydelser, se Battle Creek (olika betydelser).
Battle Creek är en stad i södra Michigan i USA. Sjundedagsadventistsamfundet, d.v.s. Adventkyrkan, grundades i Battle Creek år 1863. 
Upphovsmannen till Cornflakes, John Harvey Kellogg, bodde i Battle Creek och grundade här den multinationella Kellogg's-koncernen, som fortfarande har sitt högkvarter här.  Sojourner Truth bodde i staden och är begravd i Oak Hill Cemetery i Battle Creek.